# HD 95208
HD 95208，又名CP-74 755，SAO 256775、HR 4279，是一颗恒星，视星等为6.13，位于銀經295.66，銀緯-13.86，其B1900.0坐标为赤經10h 54m 24.9s，赤緯-74° -13.86′ 53″。